# Galina Lebedeva
Pour les articles homonymes, voir Lebedeva.
Galina Lebedeva (en russe : Галина Лебедева) est une gymnaste trampoliniste biélorusse née le 17 juillet 1976 à Vitebsk (RSS de Biélorussie). 
Son palmarès international est le suivant :
- championne du monde de trampoline synchro en 2003[2]
- vice-championne du monde de trampoline synchro en 1994 et 1996[2]
- 3e des Championnats du monde en individuel en 1996 et en synchro en 1998 et en 2001[2]
- championne d'Europe de trampoline individuel en 1997 [3]
- championne d'Europe de trampoline synchro en 2000, 2002 et 2004[3]
- championne d'Europe de trampoline par équipe en 1998[3]